# Mieres (Asturie)
Mieres (chiamato anche Mieres del Camino) è un comune spagnolo di 44 070 abitanti situato nella comunità autonoma delle Asturie.
Il comune è costituito da 15 parrocchie:
- Baíña
- Figaredo
- Gallegos
- Loredo
- Mieres (capoluogo)
- La Peña
- La Rebollada
- Santa Cruz
- Santa Rosa
- Santullano
- Turón
- Urbiés
- Ujo
- Seana
- Valdecuna